# 鷹羽狩行
鷹羽 狩行（たかは しゅぎょう、1930年（昭和5年）10月5日 - 2024年（令和6年）5月27日）は、日本の俳人、日本芸術院会員。本名・髙橋行雄（たかはし ゆきお）。
山形県出身。山口誓子と秋元不死男に師事。「狩」を創刊・主宰。知的な構成でウィットに富む句風で現代社会を描く。第一句集『誕生』(1965年)のほか、『月歩抄』(1977年)、『十五峯』(2007年)など。

## 略歴
山形県新庄市生まれ。父は土木技師。父の仕事の関係で、少年期を旧豊田郡瀬戸田町(尾道市)で育ち、1943年、旧制尾道商業高校に入学。1946年、同校の教師新開千晩の教えを受け、校内俳句雑誌「銀河」で俳句を始める。1947年より佐野まもる「青潮」に投句。1948年、山口誓子の創刊の言葉に共感し「天狼」に入会。1949年、尾道商業を卒業し中央大学法学部入学。1951年「青潮」同人。1953年、中央大学を卒業、プレス工業株式会社入社。加藤かけい主宰の「環礁」に同人として参加。
1954年、秋元不死男が創刊した「氷海」に同人参加、上田五千石、堀井春一郎らと氷海新人会を結成。1958年結婚。1959年、前年の結婚を機に、誓子から本名をもじった「鷹羽狩行」の俳号を貰い、以後これを用いる。同年より「氷海」編集長。1960年、第11回天狼賞受賞、「天狼」同人。1965年、第一句集『誕生』を上梓し、第5回俳人協会賞を受賞。1966年、俳人協会幹事。1968年、スバル賞（「天狼」同人賞）受賞。草間時彦、岸田稚魚らと超結社「塔の会」結成。1975年、句集『平遠』で第25回芸術選奨文部大臣新人賞受賞。1976年、毎日俳壇選者（2020年まで）。1977年、会社を退職し俳句専業となる。1978年、俳誌「狩」を創刊、主宰。2002年、句集『翼灯集』『十三星』で毎日芸術賞受賞。同年俳人協会会長に就任。2008年、句集『十五峯』で第42回蛇笏賞および第23回詩歌文学館賞受賞。2009年、神奈川文化賞受賞。2015年、日本芸術院賞受賞。同年、日本藝術院会員。2019年正月、平成最後の歌会始で召人を務めた。
俳人協会名誉会長、日本文藝家協会常務理事、日本現代詩歌文学館振興会常任理事、国際俳句交流協会顧問。「狩」門下に片山由美子など。
2024年5月27日午後7時28分、老衰のため死去。93歳没。

## 作風
代表句に
- 天瓜粉しんじつ吾子は無一物（『誕生』）
- スケートの濡れ刃携へ人妻よ
- みちのくの星入り氷柱われに呉れよ
- 摩天楼より新緑がパセリほど（『遠岸』）
- 一対か一対一か枯野人（『平遠』）
- 紅梅や枝々は空奪ひあひ（『月歩抄』）

などがある。躍動的な現代生活を描き出した師・山口誓子の影響を受けつつ、その知的写生に独自の叙情性を加えている。外光性や自己肯定性、ユーモアやウィットを持つ句風で、社会性俳句以後の新しい世代を担う俳人として期待を受けた。その詩的技巧は一時期、理知が勝ちすぎている、あるいは思想性がないといった批判も受けたが、その後はこうした狩行の技法にこそ新しい思想性への道筋がみられるとの再評価も受けている。

## 著作

### 句集
序数句集
- 『誕生』昭森社 1965
- 『遠岸』角川書店 1972
- 『平遠』牧羊社 1974
- 『月歩抄』牧羊社 1977
- 『五行』牧羊社 1979
- 『六花』牧羊社 1981
- 『七草』角川書店 1983
- 『八景』永田書房 1986
- 『第九』永田書房 1989
- 『十友』角川書店 1992
- 『十一面』立風書房 1995
- 『十二紅』富士見書房 1998
- 『十三星』角川書店 2001
- 『十四事』角川書店 2004
- 『十五峯』ふらんす堂 2007
- 『十六夜』角川学芸出版 2010
- 『十七恩』角川書店 2013

選句集など
- 『鷹羽狩行集』俳人協会(自註現代俳句シリーズ) 1976
- 『季題別鷹羽狩行句集』永田書房 1984
- 『鷹羽狩行集 わが半途』三一書房 1986
- 『鷹羽狩行集』俳人協会(自註現代俳句シリーズ続篇) 1987
- 『鷹羽狩行作品集』本阿弥書店 1989
- 『訪中吟 長城長江抄』ふらんす堂 1991
- 『女人抄』ふらんす堂 1991
- 『自選自解 鷹羽狩行句集』白凰社 1992
- 『鷹羽狩行』春陽堂書店(俳句文庫) 1993
- 『鷹羽狩行』花神コレクション（俳句）花神社 1994
- 『海外吟 翼灯集』角川書店 2001
- 『季語別 鷹羽狩行句集』ふらんす堂 2001
- 『挨拶句集 啓上』ふらんす堂 2002
- 『狩行俳句抄』星野恒彦、エイドリアン・ピニングトン英訳 ふらんす堂 2003
- 『地名別 鷹羽狩行句集』ふらんす堂 2006
- 『自選句集 山河』ふらんす堂 2010

### 俳書・随筆
- 『古典と現代』牧羊社 1975
- 『俳句のたのしさ』講談社現代新書 1976
- 『俳句の魔力』永田書房 1981
- 『俳句を味わう』講談社現代新書 1982
- 『俳句の楽しみ NHK俳句入門』日本放送出版協会 1987
- 『俳句の上達法』講談社現代新書 1988
- 『胡桃の部屋』ふらんす堂 1991
- 『季節の心』本阿弥書店 1993
- 『現代俳句の狩人』梅里書房 1995
- 『狩俳句鑑賞』梅里書房 1997
- 『誓子俳句365日』編著 梅里書房 1997
- 『狩行俳句入門』ふらんす堂 1997
- 『名句を作った人々』富士見書房 1999
- 『俳日記』本阿弥書店 1999
- 『名所で名句』小学館 1999
- 『俳句歓談』角川書店 2000
- 『鷹羽狩行の一句拝見』日本放送出版協会 2001
- 『俳句入学』日本放送出版協会 2002
- 『ラジオ歳時記 俳句は季語から』講談社+α新書 2002
- 『俳句一念』角川学芸出版 2004
- 『ラジオ深夜便 季語で日本語を旅する』NHKサービスセンター 2006
- 『鷹羽狩行の名句案内』日本放送出版協会 2007
- 『新狩俳句鑑賞』梅里書房 2009
- 『俳句の秘法』角川学芸出版 2009
- 『ラジオ深夜便 季語で日本語を旅する 総集編』NHKサービスセンター 2010
- 『日吉閑話』ふらんす堂 2013

### 共著
- 『俳句上達法』片山由美子共著 日本経済新聞社 1994
- 『あなたも俳句名人』西宮舞共著 日本経済新聞社 2003
- 『俳句表現は添削に学ぶ 』西山春文共著 角川学芸出版 2009

## 関連文献
- 『鷹羽狩行の世界』水原秋櫻子ほか、角川書店、2003年